# Hopliocnema brachycera
Hopliocnema brachycera is een vlinder uit de familie van de pijlstaarten (Sphingidae). De wetenschappelijke naam van de soort werd in 1897 gepubliceerd door Oswald Beltram Lower.